# American Society of Cinematographers
L'American Society of Cinematographers, comunemente abbreviata in ASC, è un'associazione culturale e professionale statunitense: i suoi membri, scelti ad invito, sono composti da direttori della fotografia e tecnici degli effetti speciali che si sono distinti nell'industria cinematografica.
Non tutti i direttori della fotografia accostano al loro nome, nei credits, la sigla ASC, che risulta uno dei più alti riconoscimenti nel campo della fotografia cinematografica, marchio di prestigio e distinzione.
Attualmente l'ASC consta di circa 340 membri.

## Origini
L'origine dell'associazione si deve all'unione di due organizzazioni: il Cinema Camera Club (a New York) fondato da Phil Rosen, Frank Kugler e Lewis Physioc, e allo Static Club di Los Angeles, creato da Charles Rosher e Harry H. Harris.
Entrambe le associazioni videro la luce nel 1913. L'ASC venne fondata dall'unione delle due precedenti, quando nel gennaio del 1919 Rosher e Rosen posero le basi dell'ASC a Los Angeles.
Attualmente si autodefinisce "the oldest continuously operating motion picture society in the world", la società, operante nel mondo cinematografico, più longeva esistente.
L'anno seguente, il 1920, nel film Sand di William S. Hart, Joseph H. August fu il primo direttore della fotografica che mise la sigla ASC accanto al suo nome nei credits di un film.

## Membri fondatori
- Phil Rosen
- Homer Scott
- William C. Foster
- L.D. Clawson
- Eugene Gaudio
- Walter L. Griffin
- Roy H. Klaffki
- Charles Rosher
- Victor Milner
- Joseph H. August
- Arthur Edeson
- Fred LeRoy Granville
- J.D. Jennings
- Robert S. Newhard
- L. Guy Wilky

## Riviste
Pubblica il mensile American Cinematographer fin dal 1920.

## Manuale
Il testo in due volumi "American Cinematographer Manual", attualmente alla 9ª edizione, è considerato il testo di riferimento per i professionisti del settore. Il primo volume, discorsivo, tratta la fotografia cinematografica dalla preparazione della macchina da presa allo sviluppo del negativo, passando in rassegna ogni possibile condizione di ripresa e necessità filmica. Il secondo volume contiene tavole di riferimento per calcoli attinenti alla professione (profondità di campo, lux, metraggi, voltaggi etc.).

## Sito Internet
Sul sito dell'associazione è possibilie consultare on line gratuitamente alcune parti dei numeri precedenti il mese corrente.

## Premi
L'associazione gestisce alcuni importanti riconoscimenti, a livello cinematografico e televisivo:
- Best Cinematography in Theatrical Releases

- Best Cinematography in Movies of the Week, Miniseries, or Pilot Episodes
- Best Cinematography in Episodic TV Series

- Lifetime Achievement Award
- Television Career Achievement Award